# ژان پیر باده
ژان پیر باده (انگلیسی: Jean-Pierre Bade؛ زادهٔ ۱۸ مارس ۱۹۶۰) بازیکن فوتبال اهل فرانسه است.
از باشگاه‌هایی که در آن بازی کرده‌است می‌توان به باشگاه فوتبال المپیک مارسی، باشگاه فوتبال لانس، باشگاه فوتبال استراسبورگ، باشگاه فوتبال نانت، باشگاه فوتبال بوردو، و باشگاه فوتبال ستاره سرخ اشاره کرد.